# Хемен

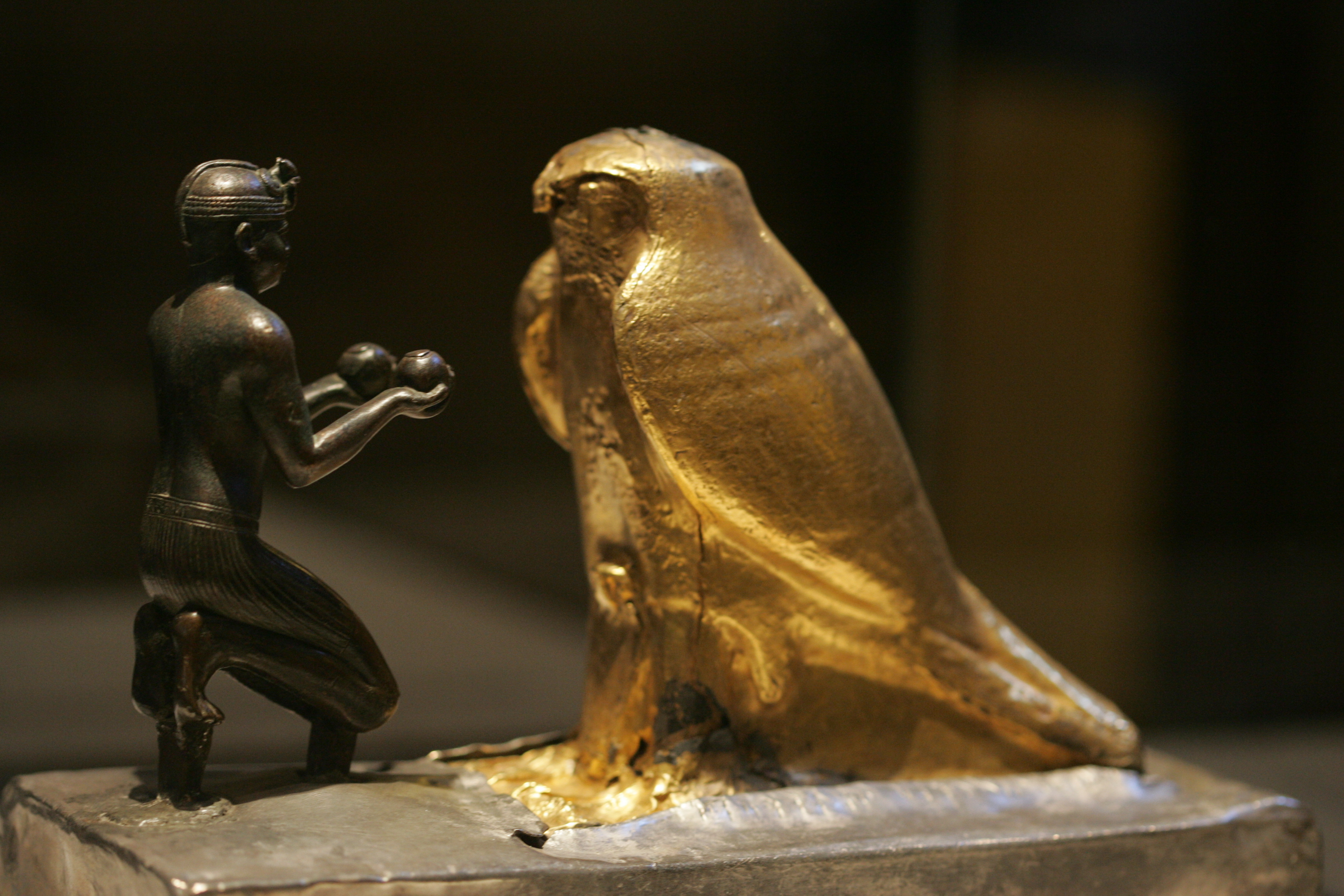
Тахарка здійснює підношення Хемену. Лувр.

Хемен — в давньоєгипетській міфології був богом-соколом.

## Місця поклоніння
Часто шанувався як божественна істота, що має багато спільного з Гором, як Гор-Хемен пан Асфініса або Гор-ахті-Хемен з Хефата. Фліндерс Пітрі вважає Хемена богом Туфіума (Ель-Тод). Ім'ям Хемена було також назване одне з давньоєгипетських міст (про це згадав у своїх записах Фліндерс Пітрі під час навчання в Абідосі)

## Згадки про Хемен
У стародавніх написах Хемен згадується вкрай рідко. Нижче представлені деякі з подібних написів:
- Анхтіфі, номарх III септа (нома) Верхнього Єгипту під час показного огляду флоту, вбиває гіпопотамів в місті Хефат, для приношення їх Хемену у святкові дні.[7]
- На стелі із закругленою вершиною, створеною в період XIII династії, вигравірувано волання до Птах-Сокар-Осіріса і Гора-Хемена пану Асфінісу. Раніше стела була в колекції  В. С. Голенищєва, зараз вона знаходиться в Москві в ДМОМ ім. А. С. Пушкіна.[8]
- Скульптор Усерхат, який жив наприкінці XVIII початку XIX династії, згадується як «волає до культу статуй, щоб спочивати в їх усипальницях». Хемен з Хефата був у числі тих богів, кому поклонявся Усерхат[9]
- Відома статуя Хемена, створена за часів Аменхотепа III; зараз вона знаходиться у Франції в музеї Кальвет[fr], який розташований в місті Авіньйон.[10][11]
- У період XXII династії Хемен з Хефата виступає в ролі оракула. Людина на ім'я Ікені постає перед статуєю Хемена і вимовляє слова: «Ікені прав! Він заплатив!» і т. д.[12]
- У 300 році до н. е. культ Хемена, як і раніше, був популярний, про що свідчить офіційний підпис до імені Хорнефер.
- В Інституті Гріфіта[en] є камінь з написом, на якому ймовірно зображений Хемен з головою сокола; напис свідчить: «Аменхотеп III коханий Хемена пана свята Хеб-сед».[11]